# Jeanne Eagels
Jeanne Eagels, née le 26 juin 1890 à Boston (Massachusetts) et morte le 3 octobre 1929 à New York, est une actrice américaine de cinéma et de théâtre. Elle est parfois créditée Jeanne Eagles dans certains films.

## Biographie
Jeanne Eagels a été nommée à l'Oscar de la meilleure actrice en 1929 pour The Letter de Jean de Limur.
Jeanne Eagels fut interprétée à l'écran par Kim Novak dans le film Un seul amour (Jeanne Eagels) de George Sidney, sorti en 1957.

## Filmographie sélective
Actrice

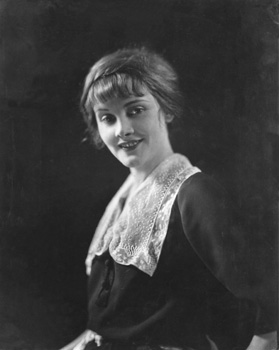
Jeanne Eagels en 1920.

- 1915 :  The House of Fear de  John Ince et Ashley Miller :  Grace Cramp
- 1916 :  The World and the Woman de Frank Lloyd et Eugene Moore :  femme des rues
- 1917 :  The Fires of Youth d'Émile Chautard : la sœur de Billy
- 1917 :  Under False Colors d'Émile Chautard : Comtesse Olga
- 1918 :  The Cross Bearer de George Archainbaud : Liane de Merode
- 1919 :  The Madonna of the Slums de George Terwilliger
- 1927 :  Man, Woman and Sin de Monta Bell :  Vera Worth
- 1929 :  The Letter de Jean de Limur : Leslie Crosbie
- 1929 :  Jealousy de Jean de Limur : Yvonne

## Théâtrographie sélective
- Jumping Jupiter (1911)
- The "Mind-the-Paint" Girl (1912)
- The Crinoline Girl (1914)
- Outcast (1915) (Tournée et Broadway)
- The Great Pursuit (1916)
- The Professor's Love Story (1917) (Broadway)
- Disraeli (1917) (Broadway)
- Hamilton (1917) (Broadway)
- Daddies (1918) (Broadway)
- A Young Man's Fancy (1919)
- The Wonderful Thing (1920)
- In the Night Watch (1921)
- Rain (1922/1926) (Tournée et Broadway)
- Her Cardboard Lover (1927/1928) (Tournée et Broadway)